# Colónia Açoriana
Colónia Açoriana (auch Roça Colónia Açoreana) ist eine Ortschaft östlich von Amparo im Distrikt Cantagalo auf der Insel São Tomé im Inselstaat São Tomé und Príncipe. 2012 wurden dort 280 Einwohner gezählt. Dazu kommen weitere 84 Personen in den etwa einen Kilometer südlich gelegenen Ortsteilen Secador (Trockner) und Praia (Strand).

## Geschichte
Colónia Açoriana hat seinen Umsatz lange mit dem Anbau von Kakao gemacht, aber die starken Regenfälle erforderten einen zunehmenden Einsatz von Chemikalien, insbesondere Kupfersulfat, so dass die Produktion schließlich nicht mehr rentabel war. Andererseits erkannte die Bevölkerung, dass sich Robusta-Kaffee in demselben Gebiet bemerkenswert gut entwickelte, und beschloss daher, ihre Produktion zu diversifizieren. Neben Kaffee baut sie auch Tannia (Xanthosoma sagittifolium), das auch Matabala oder Malanga genannt wird. Diese tropische Nutzpflanze aus der Familie der Aronstabgewächse (Araceae) ist ein wichtiger Stärkelieferant.

### Kolonialzeit
Der landwirtschaftliche Betrieb (portugiesisch Roça) gehörte zwei aus Palacete Silveira e Paulo in den Azoren eingewanderten Brüdern, Domingos Machado und João Jorge (1857–1933). Er war mit einer kleinen Feldbahn von 2 km Länge ausgestattet, die es ermöglichte, die getrockneten Kakaobohnen zum Trockner beim Schiffsanleger zu transportieren. Sie war konventionell mit Vignolschienen auf hölzernen Schwellen statt mit den von der Firma Decauville patentierten Gleisjochen aufgebaut.

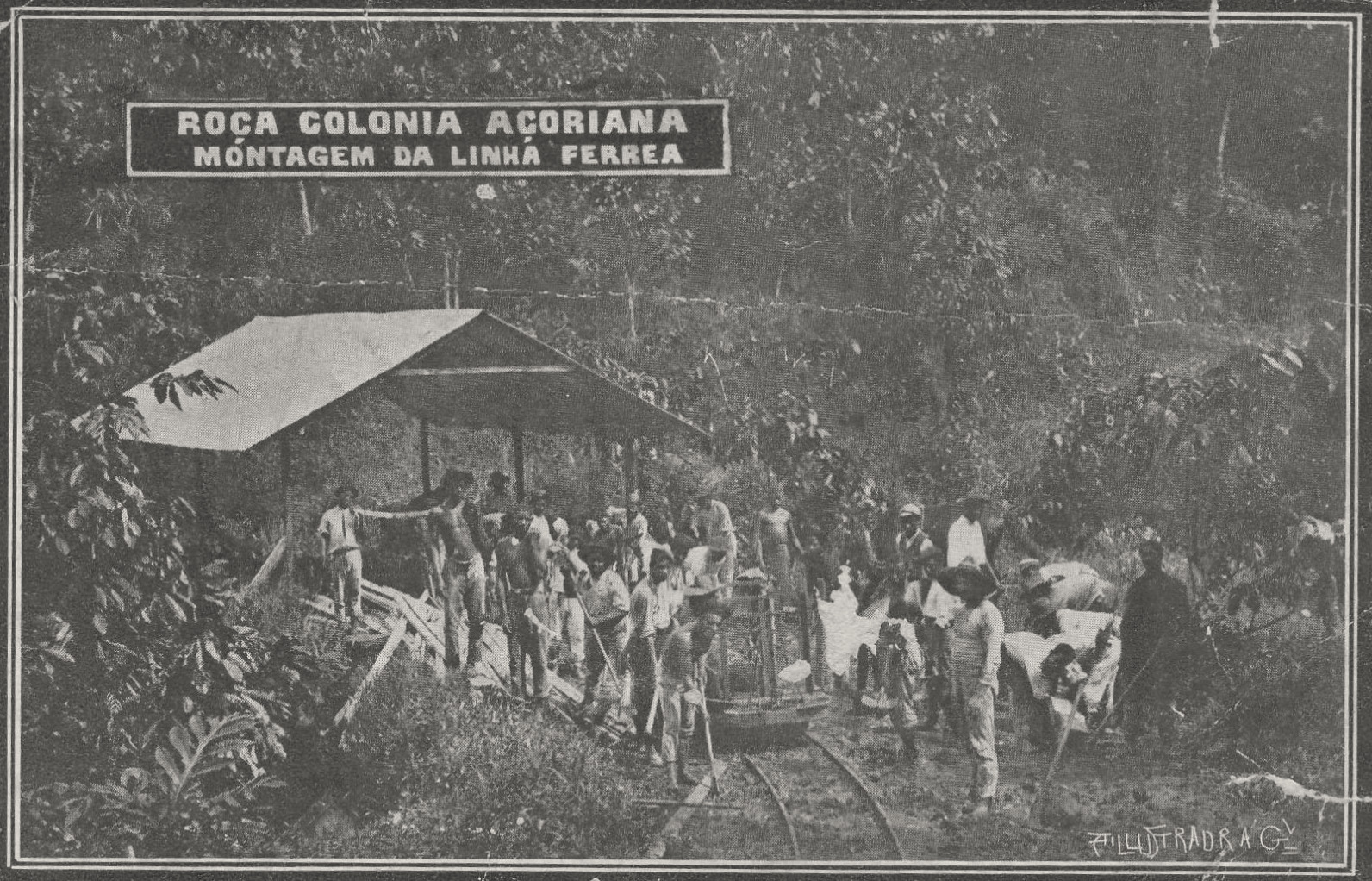
Verlegung einer Feldbahn bei Colónia Açoriana
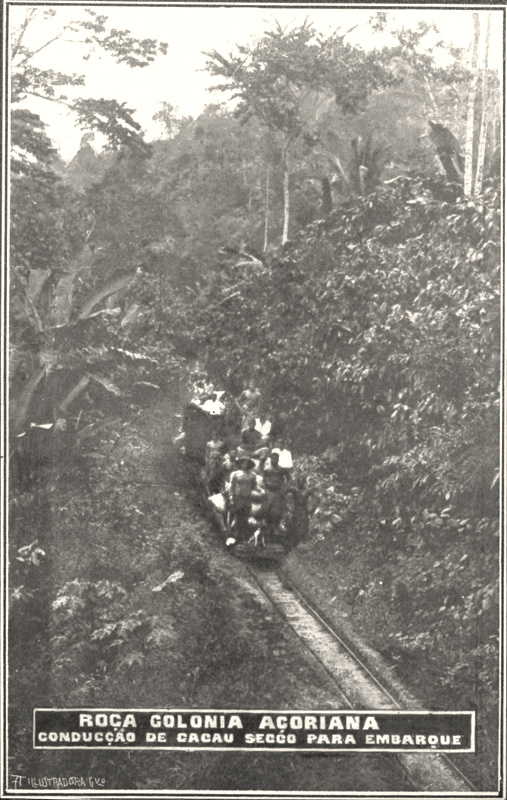
Transport von versandfähigem Kakao zum Anleger
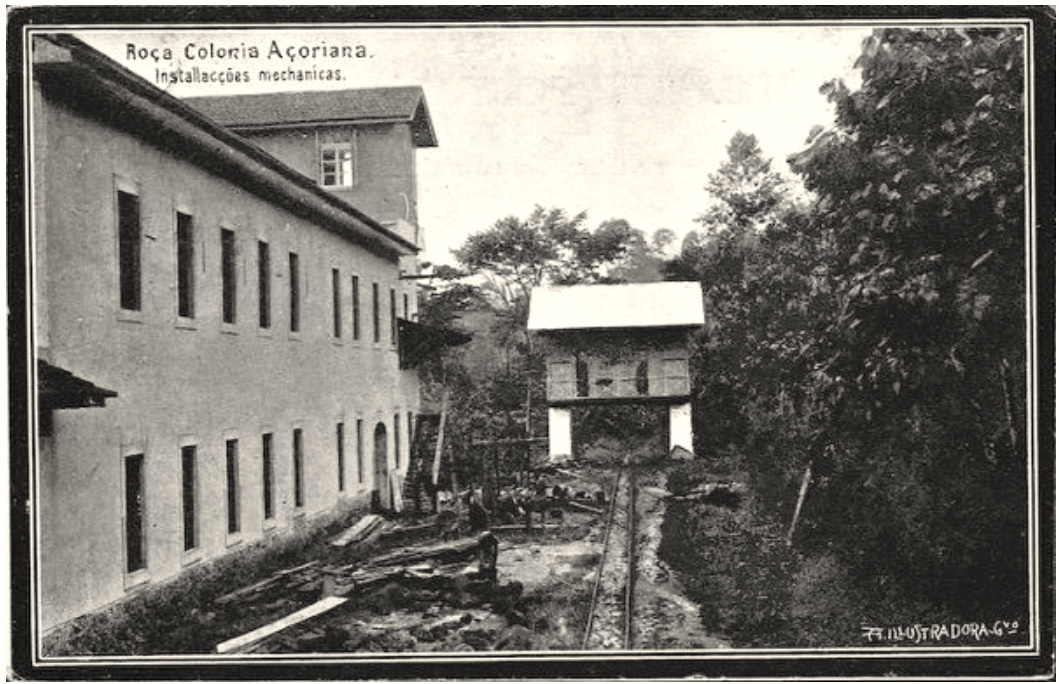
Mechanische Einrichtungen

### Verstaatlichung
Nach der Unabhängigkeit von der Kolonialmacht Portugal am 12. Juli 1975 führte der Mangel an gut ausgebildeten Führungskräften und landwirtschaftlichen Arbeitern zu einer verminderten Produktivität in der Landwirtschaft. Die Regierung favorisierte die Produktion in großen staatlichen Betrieben.
Am 30. September 1975 verkündete Präsident Manuel Pinto da Costa bei einer Massenkundgebung auf dem Praça Yon Gato die Verstaatlichung der Roça Colónia Açoriana. Der Betrieb wurde zusammen mit 22 weiteren mittelgroßen oder großen portugiesischen Roças, die jeweils mehr als 200 ha Fläche hatten ohne Entschädigung verstaatlicht und übergangsweise von den provisorischen Verwaltungskommissionen, den sogenannten Comissãos Administrativas Provisórias, geführt. Im März 1979 wurde die Roça Colónia Açoriana zusammen mit 14 weiteren Roças als staatlicher Land- und Viehwirtschaftsbetrieb, einer sogenannten Empresa Estatais Agro-pecuária, geführt.

### Privatisierung
Die Empresa Colónia Açoriana hatte 1990 eine Gesamtfläche von 2407 ha, wovon 1661 ha landwirtschaftlich genutzt wurden. Im Jahr 1992 beschäftigte der Betrieb 301 Mitarbeiter.
Um 1994 begann die zunehmend irreguläre Privatisierung der Empresas, ohne sich an die 1992 entworfenen Regeln und Entwürfe der nationalen Kommission für Landverteilung (Commissão Nacional para a Distribuacao de Terras) zu halten. Die Unregelmäßigkeiten hatten ihren Höhepunkt als die Regierung 1995 in den letzten Tagen der Regierung unter Carlos da Graça übereilte Entscheidungen traf, in der selbst privat geführte landwirtschaftliche Betriebe ihren Grundbesitz insbesondere an Regierungsangehörige abtreten mussten. Die gleiche Denkweise wiederholte sich 1996 unter der Regierung von Armindo Vaz, die ohne klare Zielsetzungen und Überwachung zwei Kommissionen für die Liquidierung von Vermögenswerten staatseigener Unternehmen (Comissões para a Liquidação do Patrimonio de Empresas do Estado) einrichtete. Das Finanzamt erhielt in dieser Zeit kein Einkommen durch die Veräußerung der ehemals staatlich geführten Colónia Açoriana und drei weiterer Betriebe.